# Forså
Forså est une localité du comté de Troms, en Norvège.

## Géographie
Administrativement, Forså fait partie de la kommune d'Ibestad.